# Nebo (Kentucky)
Nebo – miasto w Stanach Zjednoczonych, w stanie Kentucky, w hrabstwie Hopkins.